# ادی آرنولد
ریچارد ادوارد آرنولد (به انگلیسی: Richard Edward Arnold) ‏(۱۵ مه ۱۹۱۸-۸ مه ۲۰۰۸) خوانندهٔ آمریکایی موسیقی کانتری بود که ۶ دهه در این زمینه فعالیت کرد. آرنولد در اواخر دههٔ ۵۰ میلادی نوای نشویل را پدیدآورد.
تابه حال نام ۴۷ آهنگ از آثار او در جدول‌های فروش نشریهٔ بیلبورد ثبت شده‌اند که در این مورد فقط جورج جونز از او رتبهٔ بالاتری دارد. با این وجود که جورج جونز تعداد کار پرفروش تکی بیشتری از آرنولد دارد، تاریخ‌نگار و محقق موسیقی جوئل ویتبرن، ادی آرنولد را به عنوان هنرمندی که آثارش از لحاظ رتبه و زمانی که در جدول‌های فروش باقی‌مانده‌اند در مقام اول به‌شمار می‌آورد.
در فاصله سال‌های ۱۹۴۳ تا ۲۰۰۸ بیش از ۸۵ میلیون نسخه از آثار آرنولد به‌فروش رسیده‌است. در رده‌بندی «۴۰ مرد بزرگ موسیقی کانتری» که در سال ۲۰۰۳ و توسط تلویزیون موسیقی کانتری انجام شد، آرنولد رتبهٔ ۲۲ را به خود اختصاص داد.